# Dipoena silvicola
Dipoena silvicola är en spindelart som beskrevs av Miller 1970. Dipoena silvicola ingår i släktet Dipoena och familjen klotspindlar.
Artens utbredningsområde är Angola. Inga underarter finns listade i Catalogue of Life.